# Correbidia costinotata
Correbidia costinotata là một loài bướm đêm thuộc phân họ Arctiinae, họ Erebidae.